# Bělečský potok (přítok Svinařského potoka)
Bělečský potok vytéká z Korenského rybníka, který se rozprostírá na jihovýchodním okraji Korna. Potok proudí napřímeným korytem mezi poli převážně východním směrem. Na dolním toku protéká vesnicí Běleč. Zde se tok obrací na jih a zde se do něj zprava vlévá Stříbrný potok na 2,3 říčním kilometru v nadmořské výšce okolo 255 m. Délka horního toku Bělečského potoka po soutok se Stříbrným potokem činí 3,4 km.
Na dolním toku protéká Zadní Třebaní. Zde se vlévá do Svinařského potoka na 1,4 říčním kilometru v nadmořské výšce okolo 220 m.
Vodohospodářská evidence spojuje Stříbrný potok s dolním tokem Bělečského potoka až k ústí do Svinařského potoka do jednoho toku, jehož délka činí 8,8 km a plocha povodí měří 19,4 km².